# Foxit Reader
Foxit PDF Reader (precedentemente noto come Foxit Reader) è un software freemium multilingue per la gestione di file PDF (Portable Document Format), che consente di creare, visualizzare, modificare, firmare digitalmente e stampare documenti PDF.
Le prime versioni erano note per la rapidità di avvio e le dimensioni ridotte del file eseguibile. La versione 3.0 è stata giudicata comparabile a Adobe Reader.
La versione per Microsoft Windows consente di annotare e salvare moduli PDF non completati, importare/esportare in formato FDF, convertire in testo, evidenziare e disegnare. Fino alla versione 9.7.2 includeva anche funzionalità di creazione PDF, tra cui una stampante virtuale ("Foxit PDF Printer") che permetteva di creare PDF da qualsiasi programma. Queste funzioni sono state rimosse a partire da maggio 2020.
Foxit PDF Reader è disponibile anche in versione Enterprise, che richiede la registrazione di un account Foxit.

## Piattaforme supportate
Foxit Software ha nel tempo aggiunto il supporto a nuove piattaforme e ritirato quello per quelle considerate obsolete. Sistemi come Windows 95, Windows Mobile, Windows RT e Windows Phone erano inizialmente supportati, ma il supporto è stato successivamente interrotto.
Attualmente, i sistemi supportati (elencati sul sito ufficiale) includono versioni di Windows, macOS e alcune versioni meno recenti di Linux.
Versioni mobili sono disponibili per smartphone e tablet con Android e iOS. Il lettore PDF è disponibile anche online tramite il servizio cloud di Foxit, ma solo se incluso nel pacchetto Foxit PDF Editor.

## Problemi
Il programma di installazione di Foxit Reader è stato in passato distribuito insieme a software potenzialmente indesiderati (PUP), come la Ask Toolbar e OpenCandy, noto per installare il malware di tipo hijacker Conduit.
Nel luglio 2014, l'Internet Storm Center ha segnalato che la versione mobile per iPhone trasmetteva dati di telemetria non cifrati verso server situati in Cina, anche quando l’utente cercava di disattivare tale funzione.
Fino alla versione 9.7.2, Foxit Reader includeva una "stampante PDF Foxit", che permetteva di creare file PDF da qualsiasi applicazione. Questa funzione è stata rimossa nelle versioni successive, suscitando critiche da parte degli utenti. Foxit ha annunciato che non prevede di reintegrarla nel prossimo futuro e consiglia invece l’uso di Foxit PDF Editor per la creazione di PDF.